# Anomala inexpecta
Anomala inexpecta är en skalbaggsart som beskrevs av Carsten Zorn 1998. Anomala inexpecta ingår i släktet Anomala och familjen Rutelidae. Inga underarter finns listade i Catalogue of Life.